# Médaille linnéenne
La médaille linnéenne (en anglais Linnean Medal) est une médaille attribuée par la Linnean Society of London depuis 1888.

## Histoire
Elle est décernée tous les ans et récompense en alternance un botaniste ou un zoologiste. Depuis 1958, elle récompense la même année deux spécialistes. Cette médaille était en or jusqu'en 1976 d'où son nom ancien de médaille d'or de la Société linnéenne.

## Liste des lauréats
- 1888 : Sir Joseph Dalton Hooker (1817-1911) et Sir Richard Owen (1804-1892)
- 1889 : Alphonse Pyrame de Candolle (1806-1893)
- 1890 : Thomas Henry Huxley (1825-1895)
- 1891 : Jean-Baptiste Édouard Bornet (1828-1911)
- 1892 : Alfred Russel Wallace (1823-1913)
- 1893 : Daniel Oliver (1830-1916)
- 1894 : Ernst Haeckel (1834-1919)
- 1895 : Ferdinand Julius Cohn (1828-1898)
- 1896 : George James Allman (1812-1898)
- 1897 : Jakob Georg Agardh (1813-1901)
- 1898 : George Charles Wallich (1815-1899)
- 1899 : John Gilbert Baker (1834-1920)
- 1900 : Alfred Newton (1829-1907)
- 1901 : Sir George King (1840-1904)
- 1902 : Albert von Kölliker (1817-1905)
- 1903 : Mordecai Cubitt Cooke (1825-1914)
- 1904 : Albert Günther (1830-1914)
- 1905 : Eduard Adolf Strasburger (1844-1912)
- 1906 : Alfred Merle Norman (1831-1918)
- 1907 : Melchior Treub (1851-1910)
- 1908 : Thomas Roscoe Rede Stebbing (1835-1926)
- 1909 : Frederick Orpen Bower (1855-1948)
- 1910 : Georg Sars (1837-1927)
- 1911 : Hermann zu Solms-Laubach (1842-1915)
- 1912 : Robert Cyril Layton Perkins (1866-1955)
- 1913 : Adolf Engler (1844-1930)
- 1914 : Johann Adam Otto Bütschli (1848-1920)
- 1915 : Joseph Henry Maiden (1859-1925)
- 1916 : Frank Evers Beddard (1858-1925)
- 1917 : Henry Brougham Guppy (1854-1926)
- 1918 : Frederick DuCane Godman (1834-1919)
- 1919 : Sir Isaac Bayley Balfour (1853-1922)
- 1920 : Sir Edwin Ray Lankester (1847-1929)
- 1921 : Dukinfield Henry Scott (1854-1934)
- 1922 : Sir Edward Bagnall Poulton (1856-1943)
- 1923 : Thomas Frederic Cheeseman (1846-1923)
- 1924 : William Carmichael McIntosh (1838-1931)
- 1925 : Francis Wall Oliver (1864-1951)
- 1926 : Edgar Johnson Allen (1866-1942)
- 1927 : Otto Stapf (1857-1933)
- 1928 : Edmund Beecher Wilson (1856-1939)
- 1929 : Hugo de Vries (1848-1935)
- 1930 : James Peter Hill (1873-1954)
- 1931 : Karl Immanuel Eberhard Goebel (1855-1932)
- 1932 : Edwin Stephen Goodrich (1868-1946)
- 1933 : Robert Chodat (1865-1934)
- 1934 : Sir Sidney Frederick Harmer
- 1935 : Sir David Prain (1857-1944)
- 1936 : John Stanley Gardiner (1872-1946)
- 1937 : Frederick Frost Blackman (1866-1947)
- 1938 : D'Arcy Wentworth Thompson (1860-1948)
- 1939 : Elmer Drew Merrill (1876-1956)
- 1940 : Sir Arthur Smith Woodward (1864-1944)
- 1941 : Sir Arthur George Tansley (1871-1955)
- 1942-1945 : Attribution suspendue.
- 1946 : William Thomas Calman (1871-1952) et Frederick Ernest Weiss (1865-1953)
- 1947 : Maurice Caullery (1868-1958)
- 1948 : Agnes Arber (1879-1960)
- 1949 : David Meredith Seares Watson (1886–1973)
- 1950 : Henry Nicholas Ridley (1855-1956)
- 1951 : Ole Theodor Jensen Mortensen (1868-1952)
- 1952 : Isaac Henry Burkill (1870-1965)
- 1953 : Patrick Alfred Buxton (en) (1892-1955)
- 1954 : Felix Eugen Fritsch (1879-1954)
- 1955 : Sir John Graham Kerr (1869-1957)
- 1956 : William Henry Lang (1874-1960)
- 1957 : Erik Stensiö (1891-1984)
- 1958 : Sir Gavin de Beer (1899-1972) et William Bertram Turrill (1890-1961)
- 1959 : Harold Munro Fox (1889-1967) et Carl Skottsberg (1880-1963)
- 1960 : Libbie Henrietta Hyman (1888-1969) et Hugh Hamshaw Thomas (1885-1962)
- 1961 : Edmund William Mason (en) (1890-1975) et Sir Frederick Stratten Russell (1897-1984)
- 1962 : Norman Loftus Bor (1893-1972) et George Gaylord Simpson (1902-1984)
- 1963 : Sidnie Milana Manton (1902-1979) et William Harold Pearsall (1891-1964)
- 1964 : Richard Eric Holttum (1895-1990) et Carl Pantin (1899-1967)
- 1965 : John Hutchinson (1884-1972) et John Ramsbottom (1885-1974)
- 1966 : George Stuart Carter (1893-1969) et Sir Harry Godwin (1901-1985)
- 1967 : Charles Sutherland Elton (1900-1991) et Charles Edward Hubbard (1900-1980)
- 1968 : A. Gragan et Thomas Maxwell Harris (1903-1983)
- 1969 : Irene Manton (1904-1988) et Ethelwynn Trewavas (1900-1993)
- 1970 : Edred John Henry Corner (1906-1996) et Ernest Ingersoll White (1869-1957)
- 1971 : Charles Russell Metcalfe (1904-1991) et J.E. Smith
- 1972 : Arthur Roy Clapham (1904-1990) et Alfred Sherwood Romer (1894-1973)
- 1973 : George Ledyard Stebbins (1906-2000) et John Zachary Young (1907-1997)
- 1974 : E.H.W. Hennig (1913-1976) et Josias Braun-Blanquet (1884-1980)
- 1975 : Alexander Watt (1892-1985) et Philip MacDonald Sheppard (1921-1976)
- 1976 : William Thomas Stearn (1911-2001)
- 1977 : Ernst Mayr (1904-2005) et Thomas Gaskell Tutin (1908-1987)
- 1978 : Karl Olov Hedberg (1923-) et Thomas Stanley Westoll (1912-1995)
- 1979 : Robert McNeill Alexander (1934-) et Paul Westmacott Richards (1908-1995)
- 1980 : Geoffrey Clough Ainsworth (1905-1998) et Roy Crowson (1914-1999)
- 1981 : Brian Laurence Burtt (1913-) et Sir Cyril Clarke (1907-2000)
- 1982 : Peter Hadland Davis (1918-1992) et Peter Humphry Greenwood (1927-1995)
- 1983 : Cecil Terence Ingold (1905-) et Michael James Denham White (1910-1983)
- 1984 : John Gregory Hawkes (1915-2007) et J.S. Kennedy
- 1985 : Arthur Cain (1921-1999) et Jeffrey B. Harborne
- 1986 : Arthur Cronquist (1919-1992) et Cyril Garnham (1901-1994)
- 1987 : Geoffrey Fryer et Vernon Heywood (1927-)
- 1988 : Jack Harley (1911-1990) et Sir Richard Southwood
- 1989 : William Donald Hamilton (1936-2000) et Sir David Smith
- 1990 : Sir Ghillean Prance (1937-) et Florence Gwendolen Rees (1906-1994)
- 1991 : William Gilbert Chaloner (1928-) et Robert McCredie May, Baron May d'Oxford (1936-)
- 1992 : Richard Evans Schultes (1915-2001) et Stephen Jay Gould (1941-2002)
- 1993 : Barbara Pickersgill (1940-) et Lincoln Pierson Brower
- 1994 : Frank Eric Round (1927-) et Sir Alec Jeffreys (1950-)
- 1995 : Max Walters (1920-2005) et John Maynard Smith (1920-2004)
- 1996 : John Heslop-Harrison (1920-1998) et Keith Vickerman
- 1997 : Enrico Coen et Rosemary Lowe-McConnell
- 1998 : Mark Wayne Chase (1951-) et Colin Patterson (1933-1998)
- 1999 : Philip Tomlinson et Quentin Bone
- 2000 : Bernard Verdcourt et Michael Claridge
- 2001 : Chris Humphries et G.J. Nelson
- 2002 : Sherwin Carlquist et W.J. Kennedy
- 2003 : Pieter Baas et Bryan Campbell Clarke
- 2004 : Geoffrey Boxshall et John Dransfield
- 2005 : Paula Rudall et Andrew Smith (de)
- 2006 : David J. Mabberley et Richard A. Fortey
- 2007 : Phil Cribb et Thomas Cavalier-Smith
- 2008 : Jeffrey Duckett et Stephen Donovan
- 2009 : Peter Ashton et Michael Akam
- 2010 : Dianne Edwards et Derek Yalden
- 2011 : Brian Coppins et Charles Godfray
- 2012 : Stephen Blackmore et Peter Holland
- 2013 : Kingsley Dixon (en)
- 2014 : Niels Kristensen (it) et Walter Lack (de)
- 2015 : Engik Soepadmo, Claus Nielsen (de) et Rosmarie Honegger
- 2016 : Sandra Knapp et Georgina Mace
- 2017 : Charlie Jarvis et David Rollinson
- 2018 : Kamaljit S Bawa, Jeremy Holloway et Sophien Kamoun
- 2019 : Victoria Ann Funk and Samuel T. Turvey (de)
- 2020 : Ben Sheldon
- 2022 : Rohan Pethiyagoda
- 2023 : Sandra Diaz
- 2024 : Paul Upchurch